# Élections au Parlement de Cantabrie de 2019
Les élections au Parlement de Cantabrie de 2019 (en espagnol : elecciones al Parlamento de Cantabria de 2019) se tiennent le dimanche 26 mai 2019, afin d'élire les 35 députés de la Xe législature du Parlement de Cantabrie pour un mandat de quatre ans.

## Mode de scrutin
Le Parlement de Cantabrie (Parlamento de Cantabria) est une assemblée parlementaire monocamérale constituée de 35 députés (diputados), élus pour une législature de quatre ans au suffrage universel direct selon les règles du scrutin proportionnel d'Hondt par l'ensemble des personnes résidant dans la communauté autonome où résidant momentanément à l'extérieur de celle-ci, si elles en font la demande.

### Convocation du scrutin
Conformément à l'article 10 du statut d'autonomie de la Cantabrie, le Parlement est élu pour un mandat de quatre ans, le quatrième dimanche du mois de mai. L'article 18 de la loi électorale cantabrique du 27 mars 1987 précise que les élections sont convoquées par le président de Cantabrie au moyen d'un décret, publié le 54e jour qui précède le quatrième dimanche du mois de mai. Si les élections au Parlement européen ont été convoquées dans un délai de quatre mois par rapport au quatrième dimanche du mois de mai, la date des élections au Parlement de Cantabrie est alignée sur celle des élections européennes,,. 

### Nombre de députés
Puisque l'article 10 du statut d'autonomie prévoit que le nombre de députés « sera fixé entre 35 et 45 », l'article 17 de la loi électorale dispose que le nombre de parlementaires est fixé à 35. L'article 10 précise que le territoire de la communauté autonome forme une circonscription électorale unique.

### Présentation des candidatures
Peuvent présenter des candidatures, : 
- les partis ou fédérations politiques enregistrées auprès du registre des associations politiques du ministère de l'Intérieur ;
- les coalitions électorales de ces mêmes partis ou fédérations dûment constituées et inscrites auprès de la commission électorale au plus tard 15 jours après la convocation du scrutin ;
- et les électeurs de la circonscription, s'ils représentent au moins 1 % des inscrits.

### Répartition des sièges
Seules les listes ayant recueilli au moins 5 % des suffrages valides — qui correspondent au total des suffrages exprimés et des votes blancs — peuvent participer à la répartition des sièges à pourvoir, qui s'organise en suivant différentes étapes : 
- les listes sont classées en une colonne par ordre décroissant du nombre de suffrages obtenus ;
- les suffrages de chaque liste sont divisés par 1, 2, 3... jusqu'au nombre de députés à élire afin de former un tableau ;
- les mandats sont attribués selon l'ordre décroissant des quotients ainsi obtenus[5],[8],[9].

Lorsque deux listes obtiennent un même quotient, le siège est attribué à celle qui a le plus grand nombre total de voix ; lorsque deux candidatures ont exactement le même nombre total de voix, l'égalité est résolue par tirage au sort et les suivantes de manière alternative.

## Campagne

### Principales forces politiques
| Force politique | Force politique                                                          | Force politique           | Idéologie                                                                       | Chef de file                     | Résultats en 2015          |
| --------------- | ------------------------------------------------------------------------ | ------------------------- | ------------------------------------------------------------------------------- | -------------------------------- | -------------------------- |
|                 | Parti populaire (es) Partido Popular                                     | PP                        | Centre droit à droite Libéral-conservatisme, démocratie chrétienne              | María José Sáenz de Buruaga      | 32,6 % des voix 13 députés |
|                 | Parti régionaliste de Cantabrie (es) Partido Regionalista de Cantabria   | PRC                       | Centre à centre gauche Régionalisme, progressisme                               | Miguel Ángel Revilla (Président) | 29,9 % des voix 12 députés |
|                 | Parti socialiste ouvrier espagnol (es) Partido Socialista Obrero Español | PSOE                      | Centre gauche Social-démocratie, progressisme, régionalisme                     | Pablo Zuloaga (es)               | 14,0 % des voix 5 députés  |
|                 | Podemos (fr) Nous pouvons                                                | Podemos (fr) Nous pouvons | Gauche radicale à gauche Socialisme démocratique, antimondialisme, populisme    | Mónica Rodero                    | 8,9 % des voix 3 députés   |
|                 | Ciudadanos (fr) Citoyens                                                 | Cs                        | Centre droit à droite Libéralisme, réformisme, unionisme                        | Félix Álvarez                    | 6,9 % des voix 2 députés   |
|                 | Marea Cántabra (fr) Marée de Cantabrie                                   | IU-EQuo                   | Gauche radicale Écosocialisme, régionalisme                                     | Israel Ruiz Salmón               | 2,5 % des voix 0 député    |
|                 | Vox                                                                      | Vox                       | Droite radicale à extrême droite Néo-franquisme, centralisme, ultranationalisme | Cristóbal Palacio Ruiz           | 0,3 % des voix 0 député    |

### Sondages
| Institut       | Date       | Podemos   | IU        | PSC-PSOE   | PRC            | Cs         | PP             | Autres |
| -------------- | ---------- | --------- | --------- | ---------- | -------------- | ---------- | -------------- | ------ |
| Institut       | Date       |           |           |            |                |            |                |        |
| SyM Consulting | Juin 2018  | 4,21 %    | 1,75 %    | 22,16 %    | 35,24 %        | 10,77 %    | 20,93 %        | 3,14 % |
| SyM Consulting | 12/03/2018 | 5,1 % (2) | 1,2 % (0) | 14,9 % (5) | 27,8 % (10-11) | 15,5 % (6) | 30,5 % (11-12) | 5,0 %  |

## Résultat

### Voix et sièges
| Représentation en hémicycle sur un axe gauche-droite du résultat. |                                                         |         |        |      |        |               |
| Partis                                                            | Partis                                                  | Voix    | %      | +/-  | Sièges | +/-           |
|                                                                   | Parti régionaliste de Cantabrie (PRC)                   | 122 679 | 37,64  | 7,75 | 14     | 2             |
|                                                                   | Parti populaire (PP)                                    | 78 347  | 24,04  | 8,54 | 9      | 4             |
|                                                                   | Parti socialiste ouvrier espagnol (PSOE)                | 57 383  | 17,61  | 3,57 | 7      | 2             |
|                                                                   | Ciudadanos (Cs)                                         | 25 872  | 7,94   | 1,00 | 3      | 1             |
|                                                                   | Vox                                                     | 16 496  | 5,06   | 4,72 | 2      | 2             |
|                                                                   | Podemos                                                 | 10 224  | 3,14   | 5,75 | 0      | 3             |
|                                                                   | Marea Cántabra (IU-EQuo)                                | 6 204   | 1,90   | 1,13 | 0      | en stagnation |
|                                                                   | Parti animaliste contre la maltraitance animale (PACMA) | 1 854   | 0,57   | 0,03 | 0      | en stagnation |
|                                                                   | Cantabristes                                            | 1 584   | 0,49   | Nv.  | 0      | en stagnation |
|                                                                   | Salut la Cantabrie (OlaCantabria)                       | 1 119   | 0,34   | Nv.  | 0      | en stagnation |
|                                                                   | Parti communiste des travailleurs d'Espagne (PCTE)      | 774     | 0,24   | Nv.  | 0      | en stagnation |
|                                                                   | Nouvelle Gauche populaire (NIP)                         | 187     | 0,06   | Nv.  | 0      | en stagnation |
|                                                                   | Blanc                                                   | 3 180   | 0,98   | 0,57 |        |               |
|                                                                   |                                                         |         |        |      |        |               |
| Votes valides                                                     | Votes valides                                           | 325 903 | 99,02  |      |        |               |
| Votes nuls                                                        | Votes nuls                                              | 3 234   | 0,98   |      |        |               |
| Total                                                             | Total                                                   | 329 137 | 100,00 | –    | 35     | en stagnation |
| Abstentions                                                       | Abstentions                                             | 171 788 | 34,29  |      |        |               |
| Inscrits / Participation                                          | Inscrits / Participation                                | 500 925 | 65,71  |      |        |               |